# 총알맨들
총알맨들은 2018년 동계 올림픽 메인 프레스센터 앞에 설치된 동상 작품이다. 일본에서는 모루겟소요(일본어: モルゲッソヨ)란 이름으로 알려져 있으며, 이를 두고 일본 인터넷계에서 벌어진 인터넷 밈을 가리킨다.
〈총알맨들〉은 작가 김지현[요동성 회피]의 작품으로, 2008년 개인전 당시 처음으로 발표하였다. 이후 여러 연작을 거쳐 2013년 평창 비엔날레에 출품하였으며, 전시 이후 강원문화재단 측에서 사들여 알펜시아 리조트에 설치하게 되었다. 김지현 작가는 "현대인의 욕망을 다룬 작품"이며, "일종의 욕망의 껍데기 같은 형상"이라 규정하였다. 〈총알맨들〉의 인간상에서 드러나는 우람한 몸과, 머리에 쓰고 있는 총알 모양의 투구는 가부장적, 사회적 권력과 남성성을 뜻한다. 특히 투구는 근육질에 숨겨진 욕망과 내면의 혼란을 의미하며, 남성성 과시와는 거리가 멀도록 의도되었다. 한편으로는 여러 젠더가 공존한 사회에서 자신도 모르게 자기 몸에 덧씌워진 '남성성'을 어찌할 바 모르는 남성들의 모습을 담고 있기도 하다.
알펜시아 리조트에 설치된 이후 바로 부근에 올림픽 메인 프레스센터가 지어지게 되었는데, 올림픽을 앞둔 2018년 2월 7일, 일본의 〈도쿄스포츠〉에서 '의문의 조각상'이라면서 인근의 자원봉사자에게 동상의 정체가 뭔지 묻자 "모루겟소요 (→"모르겠어요")"라고 말했다고 소개하였고, 일본 인터넷과 SNS상에서 이 명칭이 그대로 불리면서 갖가지 패러디가 쏟아지는 등 컬트적인 인기를 끌게 되었다.
한편으로 2018년 동계 올림픽 개막식에서 등장했던 인면조의 모습과 함께 평창올림픽을 상징하는 인터넷 밈으로서 인기를 끌기도 하였다.